# Галайти
Галайти (рос. Галайты) — село у Ножай-Юртовському районі Чечні Російської Федерації.
Населення становить 2354 особи (2019). Входить до складу муніципального утворення Галайтинське сільське поселення.

## Історія
Згідно із законом від 20 лютого 2009 року органом місцевого самоврядування є Галайтинське сільське поселення.

## Населення
| 1990  | 2002  | 2010  | 2012  | 2013  | 2014  | 2015  |
| ----- | ----- | ----- | ----- | ----- | ----- | ----- |
| 1300  | ↗1660 | ↗1895 | ↗1972 | ↗2011 | ↗2095 | ↗2167 |
| 2016  | 2017  | 2018  | 2019  |       |       |       |
| ↗2221 | ↗2249 | ↗2304 | ↗2354 |       |       |       |